# Théodore (métropolite de Kiev)
Pour les articles homonymes, voir Théodore.
Théodore (mort en 1163 à Kiev) fut patriarche de Kiev et de toute la Russie de 1161 à 1163.